# Kostel Panny Marie Bolestné a svatého Jana Nepomuckého
Kostel Panny Marie Bolestné a svatého Jana Nepomuckého (zkráceně kostel sv. Jana Nepomuckého, původně kostel Panny Marie Bolestné) v Omleničce je kulturní památka a filiální kostel římskokatolické farnosti Kaplice.

## Historie
Kostel byl postaven v barokním stylu ve 20. letech 18. století nákladem hraběte Jana Antonia Nütze. Dne 18. října 1722 byl kostel vysvěcen kaplickým farářem a okresním vikářem Benediktem Janouškem. V roce 1739 zde byla znovu zřízena farnost a kostel se stal kostelem farním. Od roku 1778 byl pod správou Vyšebrodského kláštera. Do farního obvodu této farnosti spadaly obce Blažkov, Bočkov, Boly, Chudějov, Omlenice, Omlenička, Rojov, Střelcův Dvůr, Vracov, Výnězda a Vyšší Hodonice (stav v roce 1862). V roce 1879 byl kostel opraven. V roce 1882 bylo opraveno vnitřní zařízení kostela. V 2. polovině 20. století a v 1. desetiletí 21. století byl kostel v havarijním stavu. V 2. desetiletí 21. století bylo započato s rozsáhlou opravou.

## Popis
Chrám je jednolodní, presbytář je zakončený pravoúhle. Kostel je přistaven k jižnímu křídlu zámku Omlenička. Součástí stavby na severní straně kostela je hranolovitá věž, která je zakončena členitou bání. Strop chrámu je klenutý, podepřený pilíři; jsou zde nástěnné malby – Poslední večeře Páně, korunování P. Marie a sv. rodiny. Zařízení je barokní z doby postavení kostela. Portálový hlavní oltář je doplněn sochami světců; oltářní obraz s vyobrazením sv. Jana Nepomuckého je od F. O. Staubmana. V kostel je část zařízení (zvon z roku 1590 o průměru 84 cm, barokní křtitelnice se sousoším křtu Páně, skleněný lustr a socha sv. Václava) ze v roce 1959 zbořeného kostela sv. Jana a Pavla v Kapličkách. Varhany byly pořízeny v roce 1898 od rakouského varhanáře Josefa Breinbauera.